# Микелевщинский сельсовет
Микелевщинский сельсовет — упразднённая административная единица на территории Мостовского района Гродненской области Республики Беларусь. Упразднена в 2014 году. Территория присоединена к Мостовскому сельсовету.

## Состав
Микелевщинский сельсовет включает 9 населённых пунктов:
- Бояры — деревня.
- Голынка — деревня.
- Дашковцы — деревня.
- Кривульки — деревня.
- Лопатичи — деревня.
- Микелевщина — деревня.
- Олешевичи — деревня.
- Тельмуки — деревня.
- Шевчики — деревня.

## Производственная сфера
МРУСП «Мостовчанка»

## Социальная сфера
Образование: ГУО «Учебно-педагогический комплекс Микелевщинский детский сад — общеобразовательная средняя школа».
Медицина: Микелевщинский фельдшерско-акушерский пункт.
Культура: Микелевщинский сельский клуб, Микелевщинская сельская библиотека.
Бани — 11, в том числе 8 частных.

## Памятные места
На территории сельсовета находятся 2 воинских захоронения.

## Достопримечательности
- Костёл Посещения Пресвятой Девы Марии (Микелевщина)